# Hibiscus flagelliformis
Hibiscus flagelliformis är en malvaväxtart som beskrevs av St.-hil.. Hibiscus flagelliformis ingår i Hibiskussläktet som ingår i familjen malvaväxter. Inga underarter finns listade i Catalogue of Life.